# Ratusz w Kecskemécie
Ratusz w Kecskemécie – siedziba głównej administracji węgierskiego miasta Kecskemét. Ratusz został zbudowany w latach 1893–1897 po tym, gdy jeszcze w XVIII wieku zniszczono stary ratusz miasta. Projekt nowego ratusza wykonali Ödön Lechner i Gyula Pártos. 
Na wystrój budynku składają się dachówki glazurowane przez Zsolnay ze wzorami na styl starej węgierskiej i tureckiej sztuki ludowej. Podobne rozwiązanie występuje w Muzeum Sztuki Stosowanej w Budapeszcie. Fasada jest zdobiona majolikami, a strzelisty szczyt zawiera kozła z herbu miasta. W środku znajdują się 174 pomieszczenia.